# الرونة (مدينة)

تعديل مصدري - تعديل

الرونة هي مدينة يمنية، وهي مركز مديرية شرعب الرونة بمحافظة تعز، بلغ تعداد سكانها 3,565 نسمة حسب الإحصاء الذي أجري عام 2004.